# Abraxas sinilluminata
Abraxas sinilluminata là một loài bướm đêm trong họ Geometridae.